# タイラ・ネイサン・ウォン
タイラ・ネイサン・ウォン（Tyla Nathan-Wong、1994年7月1日 - ）は、ニュージーランドの女子ラグビー選手。

## プロフィール
- ニュージーランド・オークランド出身[1]。
- ポジションはフルバック(FB)。
- 身長 165cm、体重 55kg

## 略歴
2016年、リオ五輪の7人制女子ニュージーランド代表に選ばれて銀メダルを獲得。
そして2021年、東京五輪の7人制女子ニュージーランド代表に選ばれて金メダル獲得。
2024年、2024パリ五輪の7人制女子ニュージーランド代表に選ばれて金メダル獲得。